# 1810 Epimetheus
Az 1810 Epimetheus (ideiglenes jelöléssel 4196 P-L) a Naprendszer kisbolygóövében található aszteroida. Cornelis Johannes van Houten, Ingrid van Houten-Groeneveld és Tom Gehrels fedezte fel 1960. szeptember 24-én.